# Marcia Gay Harden
Marcia Gay Harden, född 14 augusti 1959 i La Jolla, Kalifornien, är en amerikansk skådespelare.

## Filmografi, i urval
- 1990 – Miller's Crossing
- 1991 – Middan som frös inne
- 1996 – Spy Hard
- 1996 – Före detta fruars klubb
- 1997 – Attentatet
- 1997 – Flubber
- 1998 – Möt Joe Black
- 2000 – Space Cowboys
- 2000 – Pollock
- 2003 – Mystic River
- 2003 – Mona Lisas leende
- 2006 – American Dreamz
- 2006 – Bluffen
- 2007 – The Invisible
- 2007 – Into the Wild
- 2007 – The Mist
- 2009 – Whip It
- 2013–2014 – The Newsroom (TV-serie)
- 2013–2014 – Trophy Wife (TV-serie)
- 2014 – Magic in the Moonlight
- 2015 – Fifty Shades of Grey
- 2015 – Grandma
- 2015–2016 – Code Black (TV-serie)
- 2017 – Fifty Shades Darker
- 2019 – The Morning Show (TV-serie)